# 大夏護軍
大夏护军，十六国时期官名。
前凉建兴二十九年（341年），前凉设置大夏郡、大夏护军（治今甘肃省广河县西北）。属河州，有梁式曾经担任大夏护军。建兴三十四年（345年），后赵夺得大夏护军。后赵灭亡后，前秦废除大夏护军。